# 大多喜新田藩
大多喜新田藩（おおたきしんでんはん）は、上総国夷隅郡大多喜（現在の千葉県夷隅郡大多喜町）を居所として、江戸時代前期に短期間存在した藩。武蔵岩槻藩（阿部家宗家）の支藩で、1651年に阿部重次の二男・三浦正春（のちの阿部正春）が新田分1万6000石を分与されて成立。1659年に正春が阿部家宗家を継いだため、大多喜新田藩は岩槻藩に吸収される形で廃藩となった。同族である阿部正令（正能）の大多喜藩とは併存する関係にあった。
なお、阿部正春は1671年に家督と岩槻藩主の座を甥の阿部正邦に譲り、旧領1万6000石を治める大名に戻るが、これ以後の正春の藩は大多喜藩と見なされる。

## 歴史

### 前史：阿部家と大多喜
大多喜新田新田藩の叙述にあたり、阿部正春の祖父・阿部正次にさかのぼる阿部家宗家と大多喜とのかかわり、ならびに同時代に併存していた阿部正令の大多喜藩の成立を「前史」として述べる。

#### 阿部正次とその領地
阿部正次は元和3年（1617年）に大多喜城を与えられ、同5年（1619年）まで大多喜藩主を務めていた。その後相模小田原藩を経て、最終的に岩槻へと転封するが、上総国夷隅郡の領地はそのまま保持していたようである。なお、阿部家が転出した大多喜には青山忠俊が入っているが、短期間で改易された。
阿部正次は長年にわたり大坂城代を務め、知行地も8万6000石まで加増されたが、寛永15年（1638年）には摂津国内で与えられた3万石を残し、二男の阿部重次に4万6000石を、孫（長男政澄の遺児）の阿部正令（のち正能。本項では正令で統一）に1万石を分与した。

#### 阿部正令の大多喜藩
寛永15年（1638年）、祖父の阿部正次から上総国夷隅郡内で1万石を分与された正令は大多喜に居所を定めた。これにより大多喜藩が再立藩した。
慶安4年（1651年）8月14日、正令はさきに殉死した叔父の重次（後述）の遺領から上総国夷隅郡内で「新墾の田」6000石を分与され、大多喜藩は合計1万6000石となった。
慶安5年（1652年）6月25日、正令は同族の武蔵忍藩主・阿部忠秋の養子となる。同年7月24日、「本領」1万石はそのまま正令の所領とし、「新墾田」6000石は本家の定高に返還することが決定された。正令は養子縁組の約20年後、寛文11年（1671年）5月25日に家督を相続して忍藩主となる。
寛文4年（1664年）の寛文印知では、阿部正令を大多喜を居所とする夷隅郡内8か村1万石の領主と記している。『寛政譜』では寛文11年（1671年）の家督相続をもって「さきの所領一万石を合せて九万石を領す」と記しており、書籍等でも寛文11年（1671年）に阿部正令が忍藩に転出し、代わって阿部正春が岩槻藩から入封した（後述）とするものがある。
延宝5年（1677年）に正令が隠居した際、忍藩主を継いだ嫡男の阿部正武を除く正明、正房、正員の3人の息子は夷隅郡の旧大多喜藩領1万石を分与されて旗本として分家し、以後この地は旗本阿部家3家の所領として治められた。

### 大多喜新田藩の立藩から廃藩まで
慶安4年（1651年）4月20日、岩槻藩主阿部重次は、徳川家光に殉死した。慶安4年（1651年）8月14日、長男の阿部定高が家督を継承することが認められるとともに、次男の三浦正春に新田分1万6000石が分与された。これにより大多喜新田藩が立藩された。
『寛政重修諸家譜』の記録では、正春は「父が遺領上総夷隅郡のうちにをいて、新墾田一万六千石をわかち賜ひ、大多喜に居所をいとなむ」とある。正令の居城であった大多喜城に仮住まいを設けられたのか、別途大多喜に陣屋を設けたのかは明確でない。
万治2年（1659年）、岩槻藩を継いでいた定高が死去した。定高の実子である作十郎（のちの正邦）はまだ幼少であったため、作十郎が成人するまでの繋ぎとして三浦正春が家督を継ぐことが申請され、幕府に認められた。正春は阿部姓に復し、元の1万6000石に加えて兄の遺領である岩槻9万9000石、合わせて11万5000石を領することになった。正春は岩槻に入封し、大多喜新田藩は廃藩となった。

### 後史
寛文11年（1671年）12月9日、阿部正邦が成人すると、かねてよりの取り決め通り、家督と定高の遺領である岩槻藩9万9000石は正邦に譲られた。正春は別家を立て、大多喜新田藩主時代からの旧領1万6000石を領する大名となった。大多喜藩の再立藩と見なされる。正春は大多喜城の跡にいずれは居城を営むよう命じられているが、再建は進まなかったようである（大多喜城参照）。
その後、阿部正春は元禄15年（1702年）に三河国刈谷藩に転出した。しかし宝永7年（1710年）、正春の子の阿部正鎮は上総国佐貫藩に移封されており、再度上総国の大名となった。阿部正春の立てた家は、幕末・廃藩置県まで佐貫藩主として続くことになる。

## 歴代藩主
三浦〔阿部〕家
譜代、1万6千石
1. 正春